# احدوت
الوحدة (العبرية : אחדות , احدوت , الانجليزية : Unity) هي منظمة شيوعية لاسلطوية في إسرائيل-فلسطين تم إنشاؤها عام 2010. تعمل المنظمة على نشر المعلومات والدعاية للحركة الأناركية باعتبارها حركة سياسية , اقتصادية واجتماعية
تصدر المنظمة مجلة تدعى ألترنتيف تركز على قضايا اجتماعية موضوعية وعلى النظرية الأناركو-شيوعية، يتم نشر عدد جديد في غضون بعض الأشهر ويتم نشر المئات من النسخ، من الجانب الآخر، فإن الوحدة تقوم بتنظيم موكب عيد العمال سنويا في حيفا , أهم من ذلك، فإن المنظمة تركز على نشر مقالات دعائية، نشرات وكتب متوفرة للناطقين بكلا اللغتين العبرية والعربية، وتنظم تظاهرات أسبوعية ضد الإحتلال الإسرائيلي , وترسخ مبادئ الدفاع عن النفس .

## الهيكل التنظيمي
المنظمة لديها بنية فيدرالية. كل عضو ينتمي إلى مجموعة محلية ويشارك في النشاط التنظيمي.في الوقت الراهن (2016)، هناك أربع هذه المجموعات، تنتمي إلى الاتحاد على المستوى الوطني وتجتمع سنويا كل المجموعات في مؤتمر على نطاق البلد.
كل ناشط في المنظمة يستطيع التخطيط وتنظيم الأحداث تحت اسم المنظمة. كل ناشط\ة بغض النظر عن دوره\ها في تنظيم أو مستوى الأقدمية - لديه نفس الحقوق التنظيمية والسياسية على قدم المساواة. السلطة النهائية في التنظيم ينتمي إلى الجمعية. تنعقد الجمعية العامة كل بضعة أسابيع، ويقودها سكرتير تتمثل وظيفته في تنظيم الجمعية بشكل دوري. ومع ذلك فإن أي عضو في الوحدة مخول لتنظيم الجمعية. مناقشات الجمعية مفتوحة لجميع النشطاء ودون الهرم التنظيمي. الجمعية هي الهيئة الوحيدة التي تمرر القرارات التي تتعلق بالموارد المالية للمنظمة، إضافة أعضاء جدد، وقرارات فعالة أخرى بشأن جميع أعضاء المنظمة، وبالتالي تتطلب موافقة كل ناشط .

## التوجهات السياسية
للحصول على معلومات عامة عن أفكار الوحدة، انظر الاشتراكية ,الشيوعية، الأناركية الشيوعية، ميخائيل باكونين، بيوتر كروبوتكين

### الشيوعية
كمنظمة أناركو-الشيوعية، تؤمن الوحدة أن أقوى الأنماط الاجتماعية تأتي من مجال الاقتصاد. وهم يؤيدون مصادرة وسائل الإنتاج وإدارتها من قبل العمال أنفسهم بطريقة شعبية وديمقراطية، من دون دولة. حيث سيعمل النظام الاقتصادي دون المال، الربح، أو الخسارة، لن يتم بيع المنتجات أو تداولها في الأسواق، بل توزع وفقا للاحتياجات، وسوف يدار العمل حسب القدرة وبشكل تعاوني .

### الأناركية
كمنظمة لاسلطوية، تؤمن الوحدة أن المجتمع يجب أن ينشأ حيث لا توجد آليات سلطوية أو هرمية، وقبل كل شيء - من دون دولة وبدلا من الآليات الهرمية التي يعارضونها، فإن أعضاء الوحدة يرغبون في خلق مجتمع قائم على الإدارة الذاتية في ظل وجود مجموعات متعددة في مختلف مجالات الحياة، مع التعاون بينهما، شأنها شأن المنظمات الأناركية الأخرى، فإن الوحدة ترغب في أقصى قدر ممكن من اللامركزية والإدارة الكونفدرالية، ابتداءاً من مستوى التجمعات المحلية ووصولا إلى الاتحاد على المستوى العالمي، ولذلك فإنهم يعارضون نزع القدرة على اتخاذ وتنفيذ القرارات المتعلقة بالأفراد والجماعات ليتم وضعها في نظام تمثيلي حيث سيستلم المسؤولين والممثلين زمام الأمور وسيقومون بوضع سياسات واتخاذ قرارت تصب في مصلحة اولئك الذين عينوهم .
وكأناركيين، فهم يعارضون الجيوش , الجهاز الشرطي , والسجون

### مناهضة الصهيونية
الوحدة هي منظمة تجمع بين اليهود والفلسطينيين. أعضائها لا يعترفون بحدود إسرائيل، حيث يقولون انها وضعت من قبل الإمبريالية الأوروبية. وتعارض المنظمة الصهيونية  بشدة وتعترف بالنكبة وحق العودة وتدعم تنظيم عملية تصفية الاستعمار راديكاليا والتي من شأنها أن تؤدي إلى مجتمع لاسلطوي متعدد الأعراق بما في ذلك كل من الفلسطينيين واليهود .